# Ongar Castle

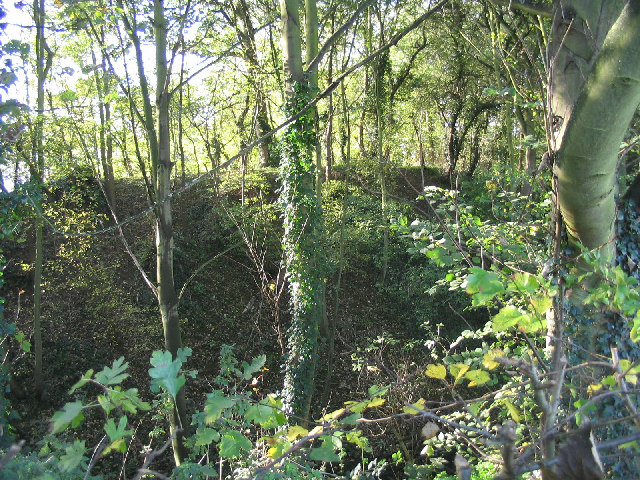
Der Mound von Ongar Castle

Ongar Castle ist eine Burgruine im Markt Chipping Ongar, etwa 10 km östlich von Epping, 11 km südöstlich von Harlow und 11 km nordwestlich von Brentwood in der englischen Grafschaft Essex.

## Namensherkunft
Burg und Markt enthalten den Namensteil „Ongar“, der denselben Stamm besitzt wie das deutsche „Anger“ und „Grasland“ bedeutet.

## Details
Ongar Castle ist ein gutes Beispiel für eine Motte vom Ende des 11. oder Anfang des 12. Jahrhunderts. Der Mound hat an der Basis einen Durchmesser von 70 Metern und ist von einem 15 Meter breiten Graben umgeben. Westlich davon liegt ein nierenförmiger Burghof und ein weiterer auf der Ostseite des Mounds. Die Überreste des Einfriedungswalls des Marktes erstrecken sich von dort nach Westen.
Die Burg könnte auf Geheiß von Eustach II., Graf von Boulogne, der 1086 Ongar als Grundherrschaft erhalten hatte, errichtet worden sein. Dort stattete König Heinrich II. 1157 einen Besuch statt, als sie in Händen von Richard de Luci war. Ein steinerner Donjon wurde auf dem Mound errichtet, aber im 16. Jahrhundert wieder abgerissen und durch einen Ziegelbau ersetzt, der seinerseits im 18. Jahrhundert wieder abgerissen wurde. Der Mound ist heute mit Bäumen bestanden und befindet sich in Privatbesitz. Man kann ihn aber von einem öffentlich zugänglichen Fußweg aus sehen, der am Ende der High Street beginnt.